# Amnios (videogioco)
Amnios è uno sparatutto a scorrimento pubblicato dalla Psygnosis per Amiga nel 1991.